# NGC 3559
NGC 3559 (również NGC 3560, PGC 33940 lub UGC 6217) – galaktyka spiralna (S/P), znajdująca się w gwiazdozbiorze Lwa.
Odkrył ją William Herschel 12 kwietnia 1784 roku. 6 kwietnia 1831 roku obserwował ją też John Herschel, popełnił jednak błąd w określeniu pozycji wielkości 50 minut kątowych, w wyniku czego skatalogował ją jako oddzielny obiekt. Ten błąd powielił John Dreyer przy zestawianiu swego katalogu i skatalogował obserwację Johna Herschela jako NGC 3560.
W galaktyce tej zaobserwowano supernową SN 2009my.